# Bundesstraße 402
De Bundesstraße 402 is voor Duitse begrippen een korte bundesstraße in Nedersaksen. Tussen Haselünne en de Nederlandse grens loopt de B402 samen met de E233. De B402 begint bij Fürstenau en loopt via Meppen naar de grens met Nederland.
Het traject tussen Nederlandse A37 en de Duitse A31 is uitgebouwd tot vierstrooks autoweg. Deze verbinding vormt een snelle route om van Nederland naar Bremen, Hamburg en naar Scandinavië te reizen. Dit traject werd op 11 november 2007 opengesteld. In de toekomst zal het traject tussen Meppen en Cloppenburg wellicht als autosnelweg (A34) worden uitgevoerd.
B1 · B3 · B3n · B4 · B5 · B6 · B6n · B27 · B51 · B61 · B64 · B65 · B68 · B69 · B70 · B71 · B72 · B73 · B74 · B74n · B75 · B79 · B80 · B82 · B83 · B188 · B190n · B191 · B195 · B207 · B209 · B210 · B211 · B212 · B213 · B214 · B215 · B216 · B217 · B218 · B238 · B239 · B240 · B241 · B242 · B243 · B243a · B244 · B245a · B247 · B248 · B322 · B401 · B402 · B403 · B404 · B408 · B431 · B433 · B434 · B435 · B436 · B437 · B438 · B439 · B440 · B441 · B442 · B443 · B444 · B445 · B446 · B447 · B461 · B475 · B482 · B490 · B493 · B494 · B495 · B496 · B497 · B524 · B530